# Max Brunel
Pour les articles homonymes, voir Brunel.
Max Brunel est un exploitant de salles de cinéma, écrivain et essayiste français.

## Biographie
Les parents de Max Brunel, épiciers, s'installent à Aigues-Vives avec leur fils, né à Vauvert le 11 août 1933, puis partent vivre à Lunel en 1939. Dès son jeune âge, Max Brunel découvre le cinéma au travers des affiches du cinéma Athénée, placardées sur la vitrine de Louis Abric, boulanger et écrivain de langue occitane, dont le commerce est voisin de son domicile. Louis Abric lui conte la vie de Louis Feuillade, réalisateur de cinéma muet qu'il a bien connu.
Max Brunel devient à seize ans contrôleur dans une salle lunelloise, puis entre dans les PTT peu de temps après. En parallèle, il ouvre un cinéma à Lunel-Viel dès 1961. Il étend son activité dans d'autres villes de l'Hérault et dans les Cévennes. Il démissionne en 1963 des PTT et prend en charge un réseau de salles gardoises dénommé « Trianon » (Chamborigaud, Champclauson, Le Martinet, Le Pontil, La Vernarède et Saint-Jean-de-Valériscle).
Il est ensuite cogérant du « Modern-Cinéma » de La Grand-Combe. Puis il regagne Lunel où, dans un contexte d'émergence des complexes, il fait l'acquisition de la salle de cinéma « Miramar ». En 1984, il cesse son activité de gestion de salles de cinéma. À Montpellier, il intègre l'équipe du « Capitole » avant de prendre sa retraite.
En 1995, son livre Les Cinémas de Montpellier : que reste-t-il de nos cinés ?, consacré aux salles obscures montpelliéraines, est remarqué et lui vaut le surnom de « L'Aventurier des salles perdues »,. 
L'auteur décrit avec passion des détails savoureux, rapportés des tournages des films taurins qui ont marqué l'histoire : Louis Feuillade (auteur de la série « Fantômas ») en préparation de la première version de « Mireille » qui n'a jamais été projetée. Du raseteur, Francis San Juan, dans la fonction de conseiller technique pour le film « Chien de pique », tourné à Vauvert, par le réalisateur Yves Allégret et sorti en 1960. Du film « D'où viens-tu Johnny ? », du réalisateur Noël Howard et sorti en 1963, où il a mené une bandido avec Johnny Hallyday.
Durant les années 2010, il réalise des conférences sur la thématique du cinéma,. Il continue l'activité de chroniqueur sur le cinéma,, l'histoire, et la vie locale,. L'écriture de ses articles l'amène à être cité sur d'autres sujets historiques,,.
En 2019, il continue à rédiger des chroniques pour Midi libre et à collaborer avec la section Cinéma du lycée Feuillade.

## Ouvrages
- Les Cinémas de Montpellier : que reste-t-il de nos cinés ? (préf. Pierre Pitiot), Pézenas, Domens, 1995  (ISBN 2-910457-15-X).
- Le Cinéma du Père Bruck, Clermont-l'Hérault, Ateliers de la licorne, 1998  (ISBN 2-912670-03-9).
- Le Cinéma des pêcheurs de lune (ill. Régine Cerda), Clermont-l'Hérault, Ateliers de la licorne, 1999  (ISBN 2-912670-06-3).
- Gens et histoires de Lunel : et de bouvine ! (ill. Régine Cerda), t. 1, Castries, Le Mistral, 2003  (ISBN 2-84647-027-8).
- Gens et histoires de Lunel, Castries, Le Mistral, 2002  (ISBN 2-84647-017-0).
- Lunel d'hier et d'aujourd'hui (ill. Éric Bron et Jean-François Menteyne, préf. Jean Baille), Castries, Le Mistral, 2002  (ISBN 2-84647-014-6).
- Poèmes pour l'écran (ill. Régine Cerda, postface Pierre Pitiot), Castries, Le Mistral, 2002  (ISBN 2-84647-015-4).
- Gens et histoires de Lunel, t. 4, Castries, Le Mistral, 2004  (ISBN 2-84647-036-7).
- L'Hérault fait son cinéma, Castries, Le Mistral, 2004  (ISBN 2-84647-029-4).
- Avec Jean-François Menteyne, Lunel, hier, aujourd'hui et demain, Castries, Le Mistral, 2005  (ISBN 2-84647-045-6).
- Gens illustres et lieux du pays lunellois, Castries, Le Mistral, 2006  (ISBN 2-84647-052-9).
- Gens et histoires de Lunel (ill. Régine Cerda, André Costes et Jean-Luc Saluzzo), t. 5, Castries, Le Mistral, 2007  (ISBN 2-84647-055-3).
- Aux urnes Lunellois : deux siècles d'élections municipales chez les Pêcheurs de lune, Castries, Le Mistral, 2008  (ISBN 2-84647-062-6).